# Leonid Agoutine
Leonid Nikolayevitch Agoutine (en russe : Леонид Николаевич Агутин), né le 16 juillet 1968 à Moscou, est un chanteur de pop russe.

## Biographie
Il fait partie des jurés de Golos (la version russe de The Voice) lors des trois premières saisons (2012 à 2014).
Il a composé la chanson du film La Bataille de Brest-Litovsk.

## Discographie
| nom russe                            | titre international                  | année |
| ------------------------------------ | ------------------------------------ | ----- |
| Босоногий мальчик                    | Barefoot Boy                         | 1994  |
| Декамерон                            | Decameron                            | 1996  |
| Летний дождь                         | Summer Rain                          | 1998  |
| Compilation                          | Compilation                          | 1998  |
| Служебный роман                      | Workplace Romance                    | 1999  |
| Леонид Агутин                        | Leonid Agoutine                      | 2001  |
| Дежа вю                              | Déjà Vu                              | 2003  |
| Compilation                          | Compilation                          | 2004  |
| Compilation                          | Compilation                          | 2004  |
| Cosmopolitan Life (avec Al Di Meola) | Cosmopolitan Life (avec Al Di Meola) | 2005  |
| Любовь. Дорога. Грусть и Радость.    | Love. Path. Sadness and Happiness.   | 2007  |
| Время последних романтиков           | Time of Last Romantics               | 2012  |
| Тайна склеенных страниц              | A Secret of Agglutinated Pages       | 2013  |